# Doğuş (Sänger)
Doğuş (* 30. Juni 1974 in Deutschland; bürgerlich Orhan Baltacı) ist ein türkischer Popsänger.

## Leben und Karriere
Doğuş kam im Jahr 1974 in Deutschland zur Welt. Ursprünglich kommt seine Familie aus Rize. Im Alter von vier Jahren zog er mit seiner Familie in die Türkei. In späteren Jahren floh er wegen familiärer Probleme von zu Hause und lebte auf der Straße. 1997 startete er seine Gesangskarriere mit seinem Künstlernamen Doğuş. Noch im selben Jahr brachte er die Singles Uyan und Gamsız heraus. Im Jahr 2012 nahm er an der Reality-Fernsehshow Survivor Türkiye teil, die auf Show TV lief. Im November 2014 heiratete Doğuş die aserbaidschanische Moderatorin Xosqedem Baxseliyeva. Das Paar hat zwei Kinder.

## Diskografie

### Alben
| - 1997: Doğuş - 1998: Doğuş ve Şarkıları - 2000: Hadi Hızlandır - 2001: Sevdim - 2002: Denge - 2004: 6. His - 2005: Tam Doğuş - 2006: Herbişeyim | - 2006: Bozuk - 2008: Ten - 2008: Onbirde Bir - 2010: Kırık Hançer - 2012: Burası Türkiye - 2014: Sevgilerimle - 2015: Aklında Bulunsun |

### EPs
- 2011: Beşibiryerde
- 2014: Yeniden Doğuş
- 2020: 5'li

### Singles
| - 1997: Gamsız - 1997: Kendini Kendinde Bul - 1997: Uyan - 1998: Ben Sensiz Ne Yaparım - 1998: Körbelalım (Hintergrundstimme: Candan Erçetin) - 1998: Bunun Adına Yürek Derler - 1998: Milyonda Bir - 1998: İnsanlar Nerede - 1999: Güneşsiz Yarınım - 1999: Yan Yüreğim - 1999: Yalancı - 2000: Günah Pazarı - 2000: Gülüm - 2000: Ayrılmalıyız - 2001: Sevdim - 2001: Gelmezsin - 2001: Can Dayanmaz - 2002: Kırk Yılda Bir - 2002: Yemin Ettim Sana - 2003: Aşk Derler - 2003: Üzülürsün (mit Hilal Cebeci) - 2004: Yalnızım - 2004: Hadi Çiçeğim - 2004: Bazıları - 2005: Gamsızlar - 2005: Adımı Çok Anacaksın - 2005: Giden Gider - 2006: Dönemem (mit Aslı Hünel) - 2006: Bozuk - 2006: Dönek - 2007: Her Bişeyim - 2008: She (mit Chahra-Z) - 2008: Sana Dar Gelir Aşk - 2009: Şimdi - 2009: Gideceksin - 2009: Vur Vur Yüreğime - 2009: Evet (mit Yegane) - 2010: Kırık Hançer (mit Niran Ünsal) - 2010: Onsuz Olamıyorum - 2010: Gitme - 2010: Başkası Haram - 2011: İçime Atıyorum Aşk - 2011: Gamsız Remix (mit Hilal Cebeci) - 2012: Ben Ağlarken - 2012: Burası Türkiye | - 2013: Sevda Yüklü Kervanlar - 2014: Kalbime Aşk Lazım - 2015: Kim Mutlu Söyle (mit Müge Ökten) - 2015: Ölem Ben (mit Afrikalı Ali & Teoman Gelmez) - 2015: Beyazı Kırmızıya Vurun - 2016: Araf - 2016: Hain - 2016: Aklında Bulunsun - 2017: Yara Bere - 2017: Asla Vazgeçme (mit Prof. Dr. Alper Çelik) - 2017: Giden Gider (mit Aleyna Dalveren) - 2017: Ring - 2018: Ağla - 2019: Yanarsa Yansın - 2019: Trio (mit Amir & Oğuz Kalfa) - 2019: Yara Bere (mit Sanaz Kalkhorani) - 2019: Darbe - 2020: Keşke (mit Mustafa Yılmaz) - 2020: Duy (mit Mustafa Yılmaz) - 2020: Kancıkça - 2020: Arter - 2020: Bin Beter - 2021: Kıyamam (mit Aleyna Dalveren) - 2021: Baka Baka (mit Türkan Velizade) - 2021: Mevzu (mit Koray Güler) - 2021: Kuralsız - 2022: Sarı Saman (mit DJ Kantik) - 2022: Geçmicek - 2022: Yaramız Eksilmiyor - 2022: Sayamadım - 2022: Unut Beni (mit Sanaz Kalkhorani) - 2022: İstanbul'u Mu Yakalım (mit Ozan Arapoğlu) - 2022: Mahnı - 2022: Son Perde - 2023: İbare - 2023: İnsafsız - 2024: Babam - 2024: Yalnızım (mit İbrahim Erkal) - 2024: Kısas - 2024: A Bebeğim - 2025: Ahım Var - 2025: Ay Üreyim - 2025: Balam - 2025: Evet Abi |

Quelle:

### Gastauftritte
- 1999: Yazmamışlar (von Özlem Tekin – Hintergrundstimme)
- 1999: Bu Gece (von Ali Güven – Hintergrundstimme)
- 2012: Bile Bile (von Aysu Baçeoğlu – Hintergrundstimme)

### Songwriting (Auswahl)
- 2003: İpe İpe (von Hilal Cebeci)